# Jesper Tørring
Jesper Tørring (født 27. september 1947 i Randers) er en dansk atletikudøver. Han vandt 23 individuelle danmarksmesterskaber (plus 14 for hold som en ofte udslaggivende deltager), noteredes for 22 danske rekorder (i fire individuelle discipliner)  - og har som en af ganske få danskere vundet et stort internationalt mesterskab i atletik, da han 4. september 1974 i Rom blev europamester i højdespring. 

## Biografi
Jesper Tørring, der begyndte med atletik i Randers KFUM, satte fra 1969 sine mange danske rekorder som medlem af den aarhusianske klub Skovbakken. 1969-71 forbedrede han således fire gange den danske rekord i længdespring, til sidst med 7,80 m – en rekord, Tørring selv tangerede en gang, men som først blev slået i 2003. Det blev også til fire rekorder (og to tangeringer) i 110 m hækkeløb, én (tangering) i 400 m løb samt ti rekorder i højdespring, heraf hele fire på én og samme dag, da han 12. maj 1974 på Aarhus Stadion klarede først 2,17 m og derpå 2,19, 2,21 og 2,23 m.
Sidstnævnte rekord tangerede Tørring samme år under EM på Stadio Olimpico i Rom, hvor han derpå - hårdt presset af Sovjetunionens forsvarende europamester, Kęstutis Šapka - var nødt til at forbedre rekorden til 2,25, hvis han ville vinde guldet. Det lykkedes for ham i 2. forsøg på højden, og denne danske rekord holdt til 1991.
Flere rekorder på én dag var dog ikke nyt for Tørring: i 1971 satte han tre danske rekorder ved indvielsen af den nye kunststofbane på Aarhus Stadion-  i længdespring, 110 meter hæk og 4 x 100 meter løb.
I 1971 deltog Tørring ved EM i Helsinki og i 1972 ved OL i München som hækkeløber og længdespringer uden succes. Som højdespringer var han i 1974 med ved EM i Rom (guldmedalje med 2,25 m) og 1976 ved OL i Montréal (nr. 8 med 2,18 m). Han var i højdespring en af de første danskere, der anvendte den amerikanske OL-guldvinder (1968) Dick Fosburys teknik med at vende ryggen til overliggeren ("Fosbury flop") - den teknik stort set alle anvender nu.
Tørring var dansk mester i længdespring hvert år 1969-77, i højdespring 1972-80 (bortset fra 1974, da han måtte udgå med en skade blot en måned inden EM i Rom) samt i 110 meter hæk i 1971-77 (bortset fra 1972). Desuden var han med til at vinde seks DM i stafetløb og havde en meget stor andel i Skovbakkens otte sejre i Danmarksturneringen for hold mellem 1968 og 1979.
Fem af Tørrings mange rekorder var tangeringer (der også regnes som officielle rekorder), således den næstsidste i højdespring 10 minutter inden den sidste (ved EM 1974). Og i 400 meter løb tangerede han Niels Holst-Sørensens 27 år gamle rekord. Holst-Sørensen var den eneste dansker, som havde vundet et EM i atletik (1946) inden Tørrings sejr i 1974.
Tørring er uddannet læge og fungerer stadig (pr. 2018) som overlæge i neurologi på Holstebro Sygehus, hvor han blandt andet arbejder for, at patienterne skal holde en sund livsstil. Han fortsatte som aktiv atletikmand, til han var over 50 årog har sideløbende trænet andre atletikudøvere og været dopingkontrollant. 
Personlige rekorder
- 200 meter: 21,5 sek.
- 400 meter: 47,6
- 110 meter hæk: 13,7
- 400 meter hæk: 52,9
- Højdespring: 2,25 m
- Stangspring: 4,77
- Længdespring: 7,80
- Trespring: 14,33
- Tikamp: 7.304 point